# Veauville-lès-Baons
Veauville-lès-Baons foi uma comuna francesa na região administrativa da Normandia, no departamento de Sena Marítimo. Estendia-se por uma área de 7,97 km². Em 2010 a comuna tinha 720 habitantes (densidade: 90,3 hab./km²).
Em 1 de janeiro de 2019, passou a formar parte da nova comuna de Les Hauts-de-Caux.